# Balzám po holení
Balzám, voda nebo gel po holení je druh přípravku, který je určený na žiletkou nebo strojkem podrážděnou pokožku (od toho také cizí název aftershave). Hydratuje po oholení, snižuje zarudnutí a dezinfikuje rány.